# 斯特奈
斯特奈（法語：Stenay，法語發音：[stə.nɛ]），法国东北部城市，大东部大区默兹省的一个市镇，隶属于凡尔登区，其市镇面积为27.2平方公里，2022年1月1日时人口数量为2,428人，在法国城市中排名第4,202位。
斯特奈位于默兹省北部，默兹河右岸，是这一区域的中心城市和公路枢纽。境内建有啤酒博物馆和一处野营地。

## 地名来源

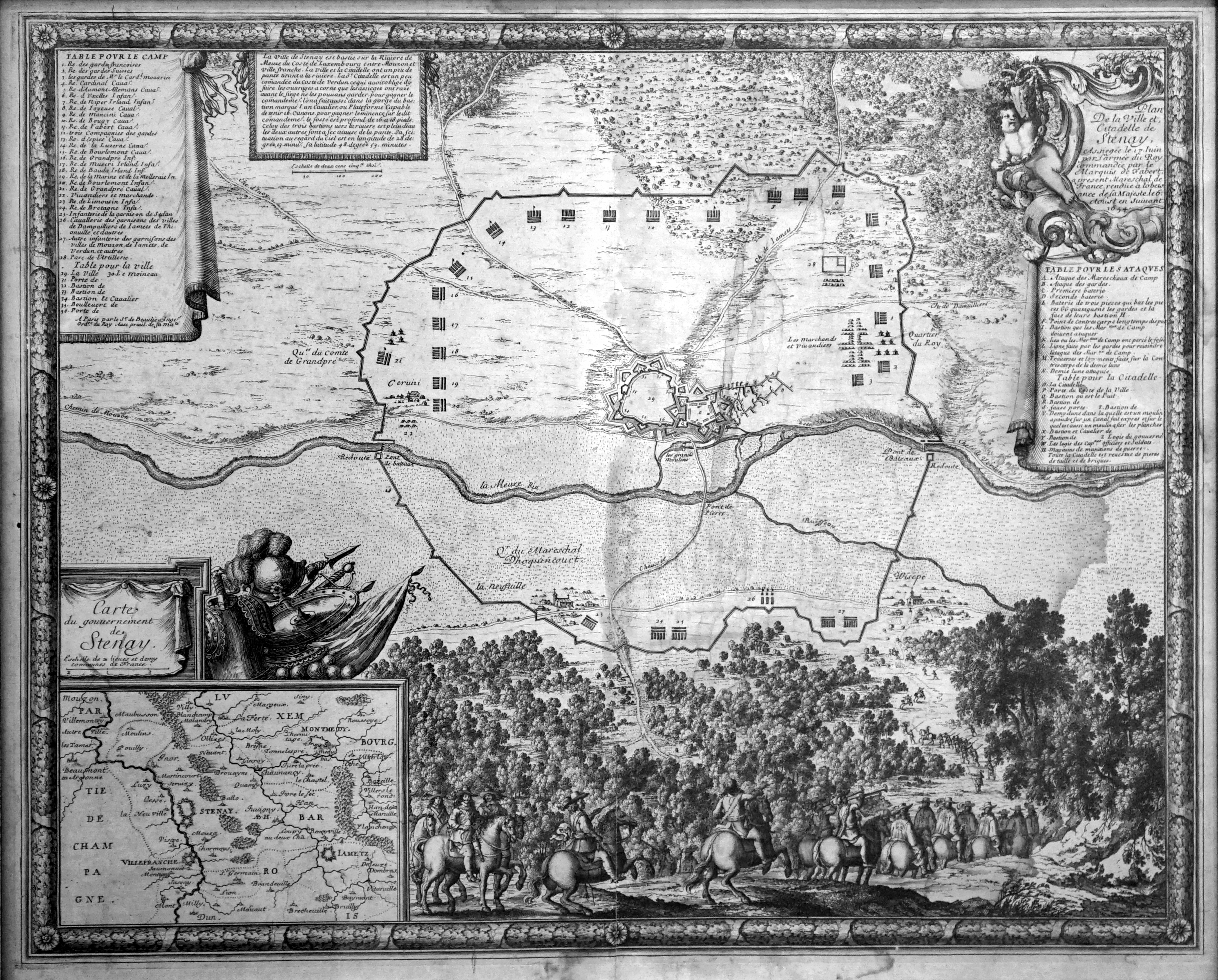
1654年的斯特奈地图

“斯特奈”一名最初于公元8世纪以的形式被记载，其具体含义尚有待考证。

## 历史
斯特奈历史悠久，高卢-罗马时期为两条大道的交汇点，法兰克国王查理·马特曾在此修建防御工事。《凡尔登条约》签订后，斯特奈所在的默兹河成为法兰克王国的分界线。13世纪时，斯特奈成为洛林公国的重要城邦，英法百年战争时期因战乱而破坏，人口数量减少了一半。17世纪，斯特奈成为法兰西王国的领土，当地的防御工事被拆毁。法国大革命后，斯特奈成为默兹省的一个市镇，并在1790至1795年间为一个地区行署。工业革命期间，默兹河运河与平行的铁路建成，当地因啤酒花种植及啤酒生产而得到发展，人口数量有所增长。第一次世界大战期间，斯特奈成为重要的战场。

## 地理

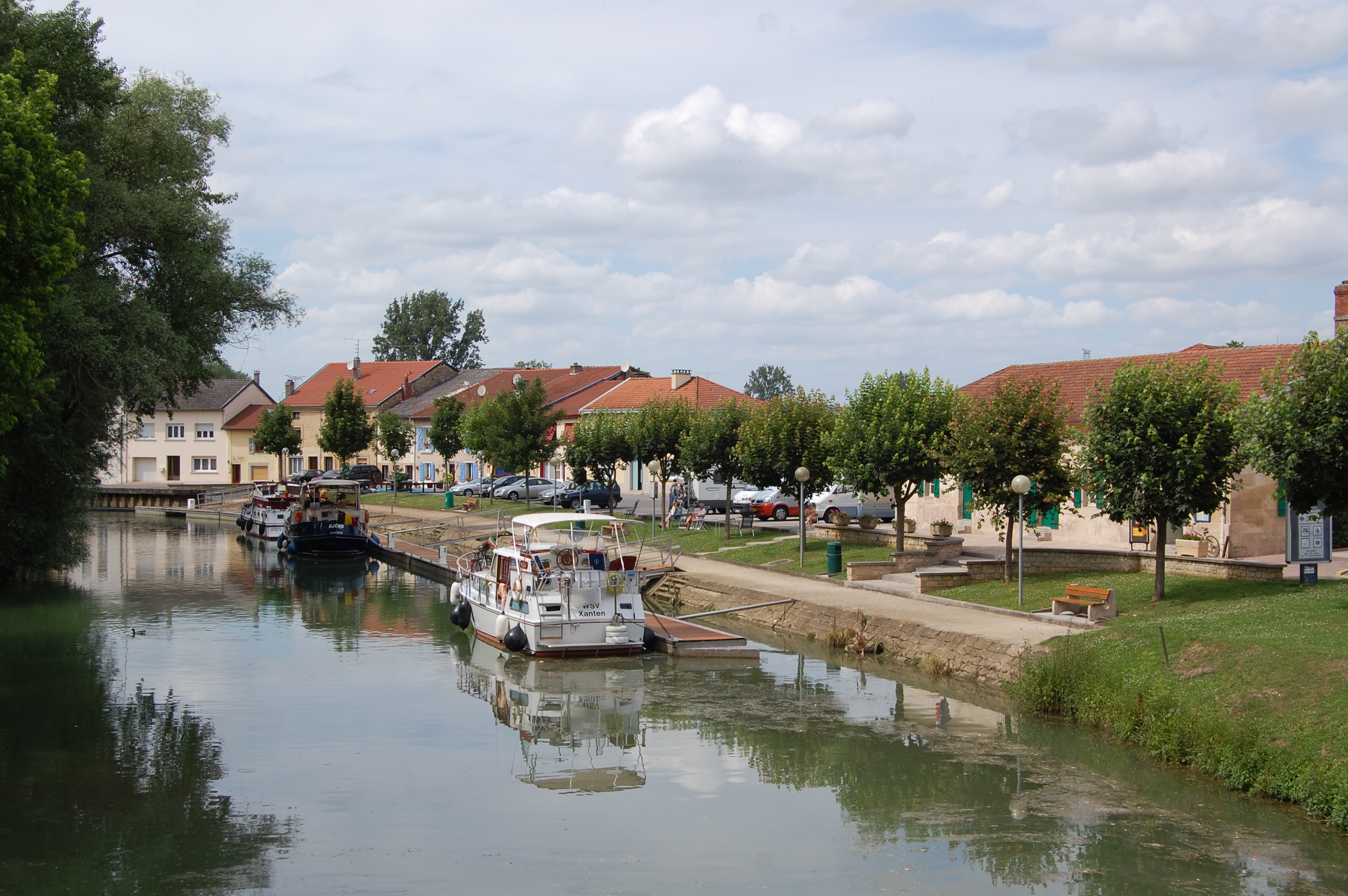
默兹河运河上的船只

斯特奈位于法国东北部，大东部大区中西部和默兹省北部，距离省会巴勒迪克大约99公里。与斯特奈接壤的市镇包括：默斯河畔马尔坦库尔、维塞普、巴隆、布鲁埃讷、塞斯、默兹河畔拉讷维尔、穆宰、内普旺、希耶尔河畔奥利济、索尔莫里-维勒弗朗什。

### 地形
斯特奈位于默兹河平原上，境内以平原为主，东侧略高，全境海拔在163到303米之间。

### 水文
默兹河自南向北流经境内，沿岸建有人工运河，通过船闸控制水流。另有默兹河左岸支流维塞普河在此与其交汇。

### 植被
斯特奈属于温带落叶林区，市区内的主要林地分布于默兹河两岸。

### 气候
斯特奈在柯本气候分类法中属于温带海洋性气候。

## 行政区划
斯特奈是法国大东部大区默兹省的一个市镇，编号为55502。斯特奈隶属于凡尔登区和默兹省第二选区，管理斯特奈县，同时也是斯特奈-迪努瓦谷地区市镇公共社区的办公驻地。
法国国家统计与经济研究所（简称）在进行数据统计时，将斯特奈单独设为斯特奈城市核心区，并将包括核心区在内的周边共5个市镇划为斯特奈城市区。同时，还将斯特奈市镇单独设为一个“块区”（IRIS），以便于统计人口分布情况。

## 交通

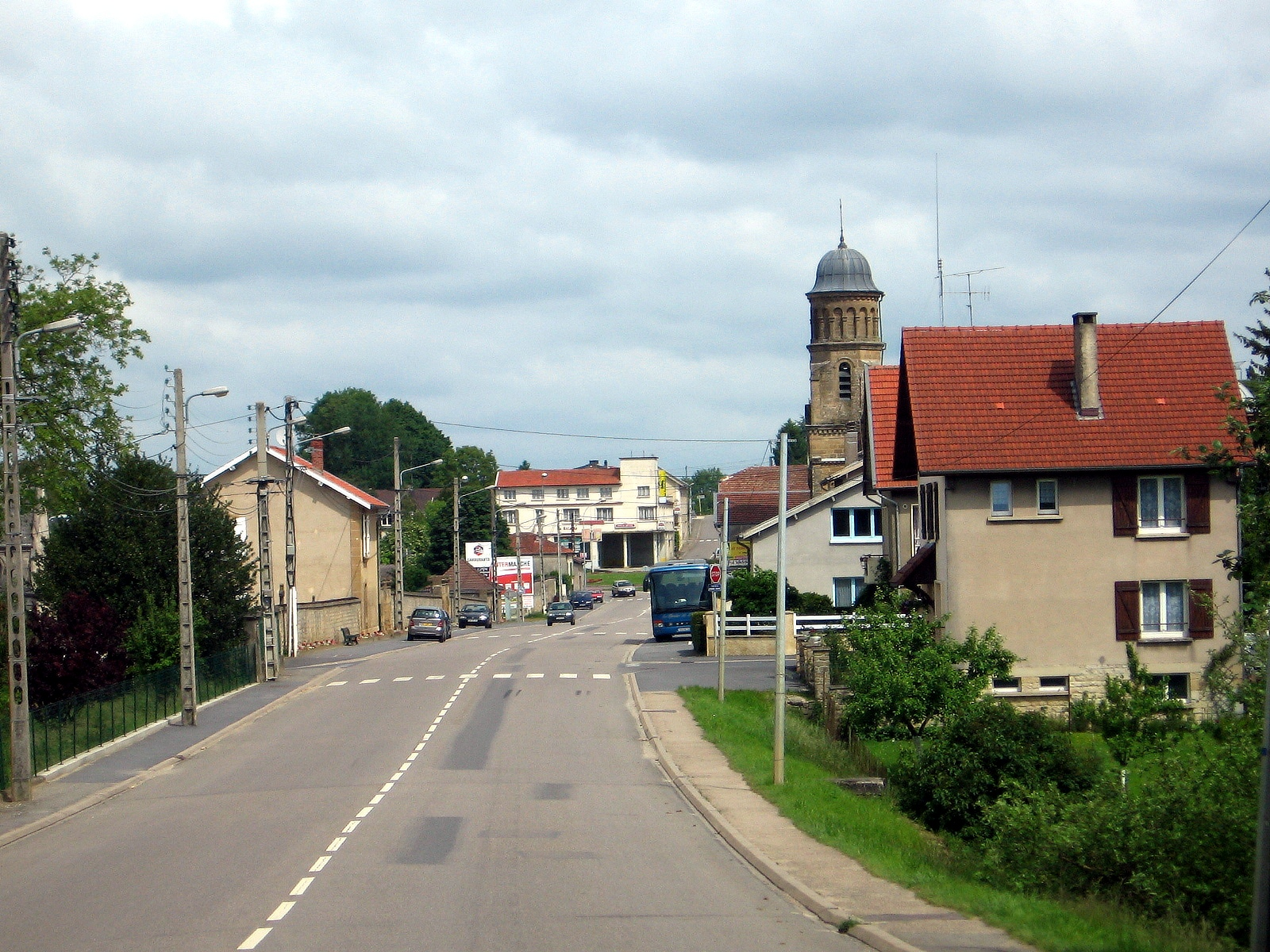
斯特奈的主干道

### 公路
默兹省省道D13线、D195线、D947线和D964线在斯特奈境内交汇，大东部大区下属的城际客运提供巴士线路，可前往凡尔登。
2017年，62.5%的斯特奈家庭拥有至少一辆的私人汽车。2010年，斯特奈境内共发生各类交通事故3起，造成3人受伤。

### 铁路
斯特奈位于莱鲁维尔－蓬莫日铁路上，该铁路已停止客运服务，其中斯特奈以南的路段已完全废弃，北段仅供少量货车运行，但自20世纪末以来因缺乏维护，事实上也处于荒废状态。

### 航空
距离斯特奈最近的民用航空站为卢森堡机场，距离斯特奈市中心的公路里程约96公里。

### 城市公共交通
斯特奈暂无城市公共交通系统。

## 政治

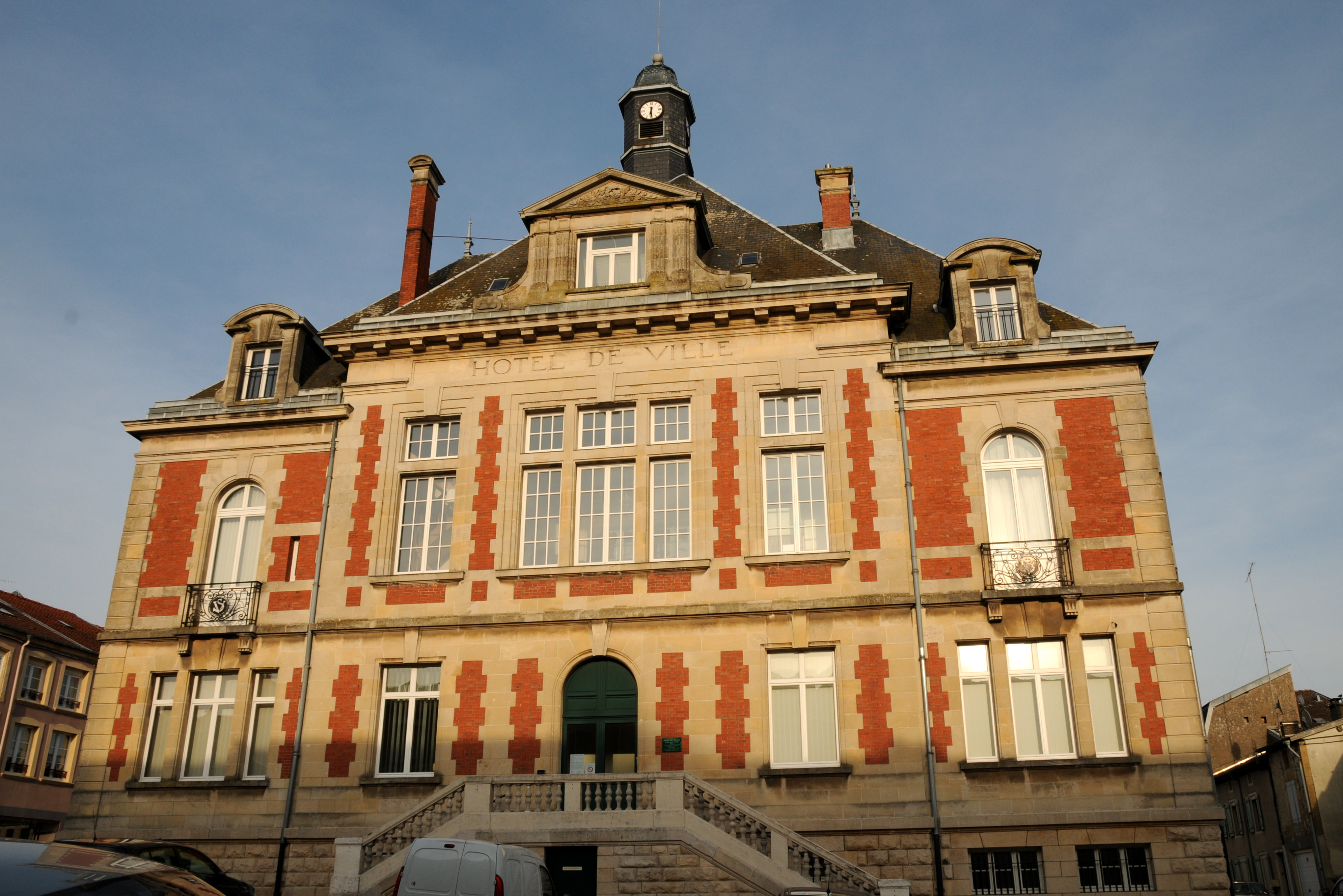
斯特奈市政厅

斯特奈的现任市长为斯泰凡·佩兰先生（Stéphane Perrin），他是一名右翼无党派人士，在2020年的市政选举中获得了51.87%的支持率。
在2017年的法国总统大选中，法国第25任总统埃马纽埃尔·马克龙在斯特奈获得了53.12%的支持率。

## 人口
2017年，斯特奈市镇人口数量为2,597，在法国排名第4,202位。其中男性1,238人，女性1,359人，75岁及以上人口占13%，外籍人口数量为594人，人口密度为96人/平方公里，当地居民被称为（男性）或（女性）。2018年，斯特奈境内出生17人，死亡人口51人。
| 年份   | 1936  | 1946  | 1954  | 1962  | 1968  | 1975  | 1982  | 1990  | 1999  | 2006  | 2007  | 2008  | 2013  | 2017  |
| ------ | ----- | ----- | ----- | ----- | ----- | ----- | ----- | ----- | ----- | ----- | ----- | ----- | ----- | ----- |
| 人口數 | 4,563 | 2,344 | 3,190 | 3,829 | 4,125 | 3,767 | 3,693 | 3,202 | 2,952 | 2,818 | 2,797 | 2,775 | 2,743 | 2,597 |

## 经济
斯特奈是一个区域性的中心城市，当地共有各类用人单位371家，其中99.48%为中小型企业（PME），平均历史为21年，行政、医疗及社会服务是当地的主要就业岗位类型。

## 财政收入
2018年，斯特奈的财政收入总额为2,626,340欧元，财政支出总额为1,942,100欧元，当年的债务总额为777,720欧元。
2015年，斯特奈的人均收入总额为2,877欧元，其中高职人员为3,537欧元，普通职员为1,598欧元。
2017年，斯特奈境内的青壮年（15至64岁）失业率为19.4%，当地30.5%的家庭拥有纳税资格。

## 社会事务

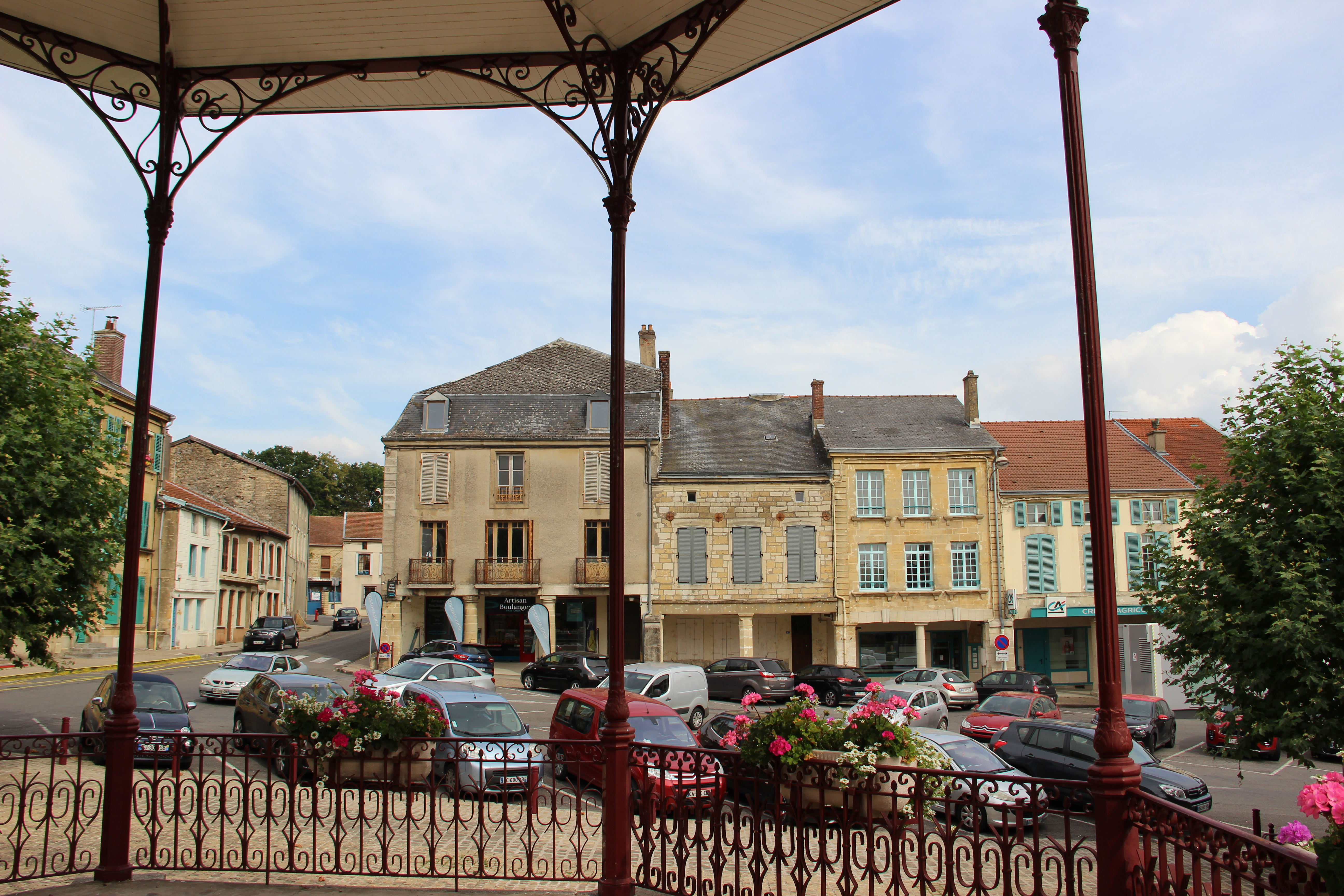
共和国广场的凉亭

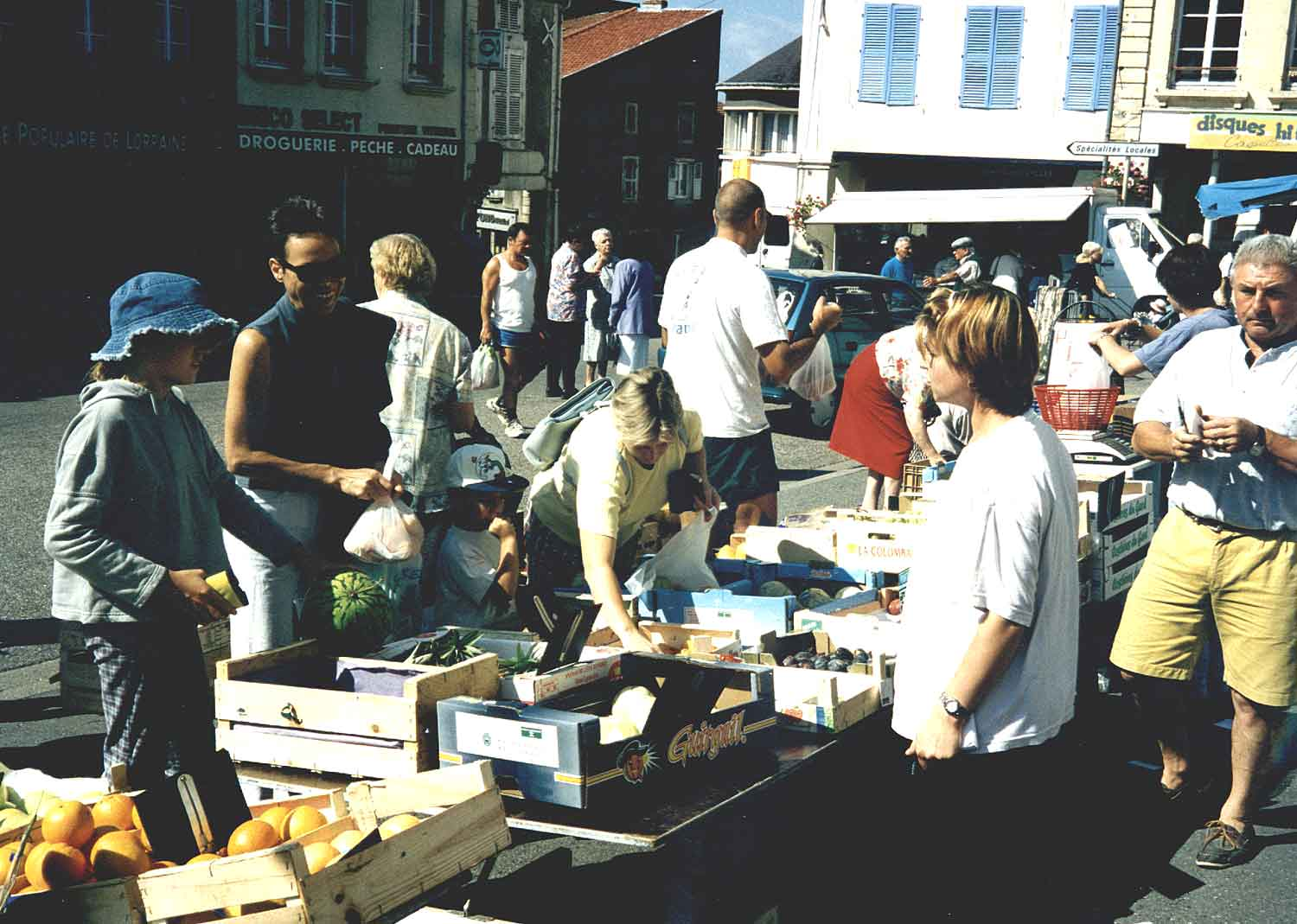
集市

### 教育
斯特奈属于南锡-梅斯学区。截止2019年1月1日，斯特奈境内共有1所幼儿园、2所小学、1所初级中学、1所普通高中和1所农业高中。2018至2019学年度，斯特奈境内共有在校中等教育阶段学生766名。

### 医疗
截止2019年1月1日，斯特奈境内共有全科医生4名、保健师6名、牙医3名、护士4名、耳科医生0名、眼科医生0名、皮肤科医生0名、助产士0名、儿科医生0名和妇科医生0名。境内共有药房1家、养老院1家、残疾人帮扶中心2家。
斯特奈是凡尔登中心医院（Centre Hospitalier de Verdun）的服务范围，后者是法国的一个区域性医疗机构，其主病区位于凡尔登市区，距离斯特奈市中心大约47公里。

### 住房
2017年，斯特奈境内共有各类住房1,526套，其中63.8%为独立式居民区，35.5%为集中式居民区。常住房屋占斯特奈市镇范围内居民建筑总量的78.1%。

### 商业
2018年，斯特奈境内共有各类实体商铺91家，其中餐厅9家、大型超市5家、面包房5家、肉铺1家、书店2家、银行门店4家、美容美发店6家、汽车维修店8家。市区北部建有Lidl超市，南部建有Aldi超市。

### 体育
2019年，斯特奈境内共有2间体育馆、2处网球场、2处足球或橄榄球场以及2处篮球或排球场。
斯特奈-穆宰体育俱乐部（AS Stenay Mouzay）是当地的一支足球队，2020至2021赛季参加默兹省足球联赛。

### 环境
斯特奈的环境事务由其所属的公共社区负责。2018年，斯特奈境内共有1家污染企业。

### 治安
2018年，斯特奈市镇范围内有1处宪兵队。
2014年，斯特奈及附近地区共发生各类案件1,929起，其中盗窃类案件991起，经济类案件161起，毒品交易类案件108起。

## 文化
2019年，斯特奈境内共有1家电影院和1家博物馆。斯特奈市政府提供多媒体中心，向公众全年开放。

### 建筑
斯特奈境内有多处法国国家文物保护单位，其中斯特奈教堂、啤酒博物馆等为当地的代表性建筑物。

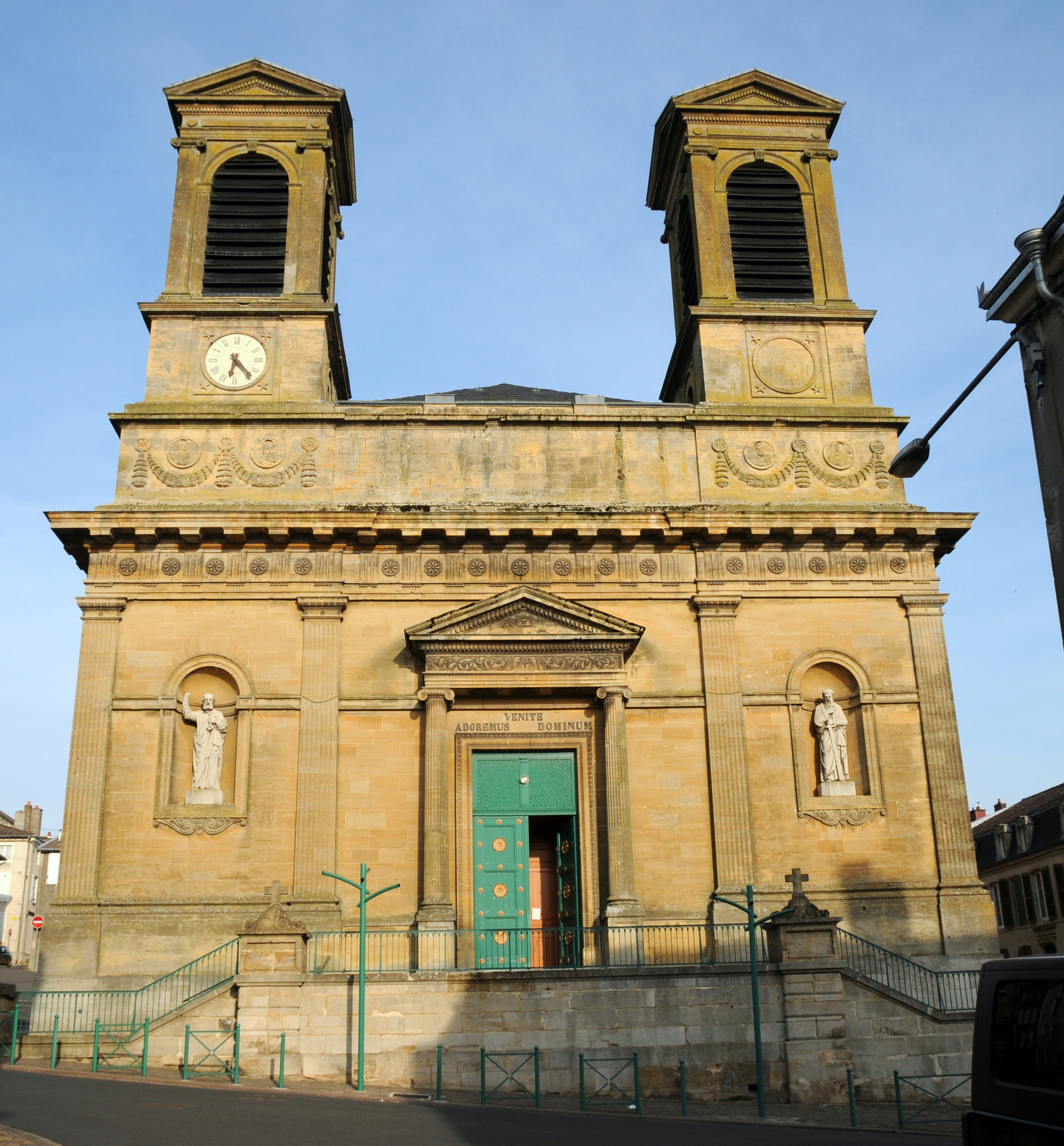
圣格雷瓜尔教堂
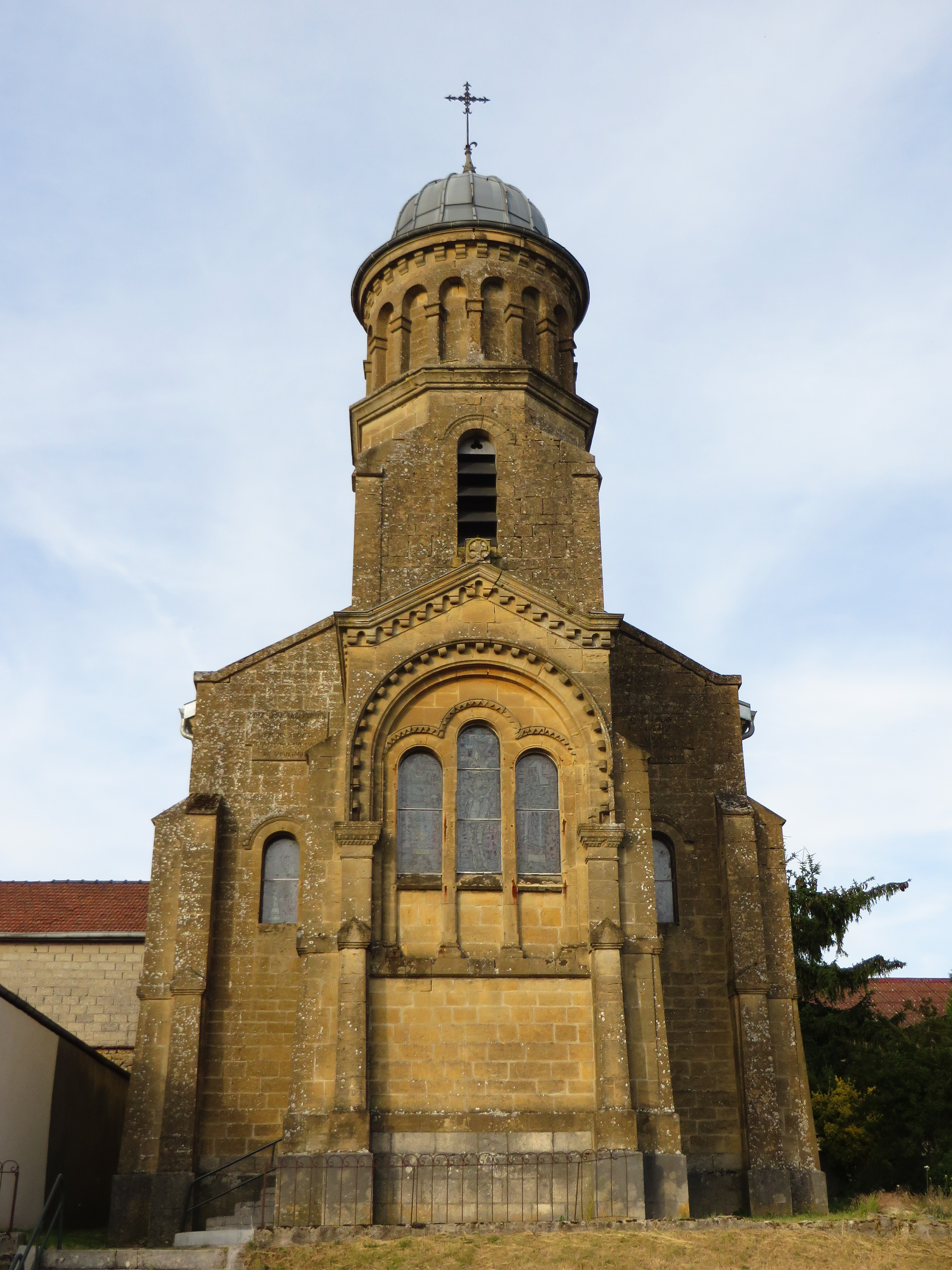
圣心小教堂
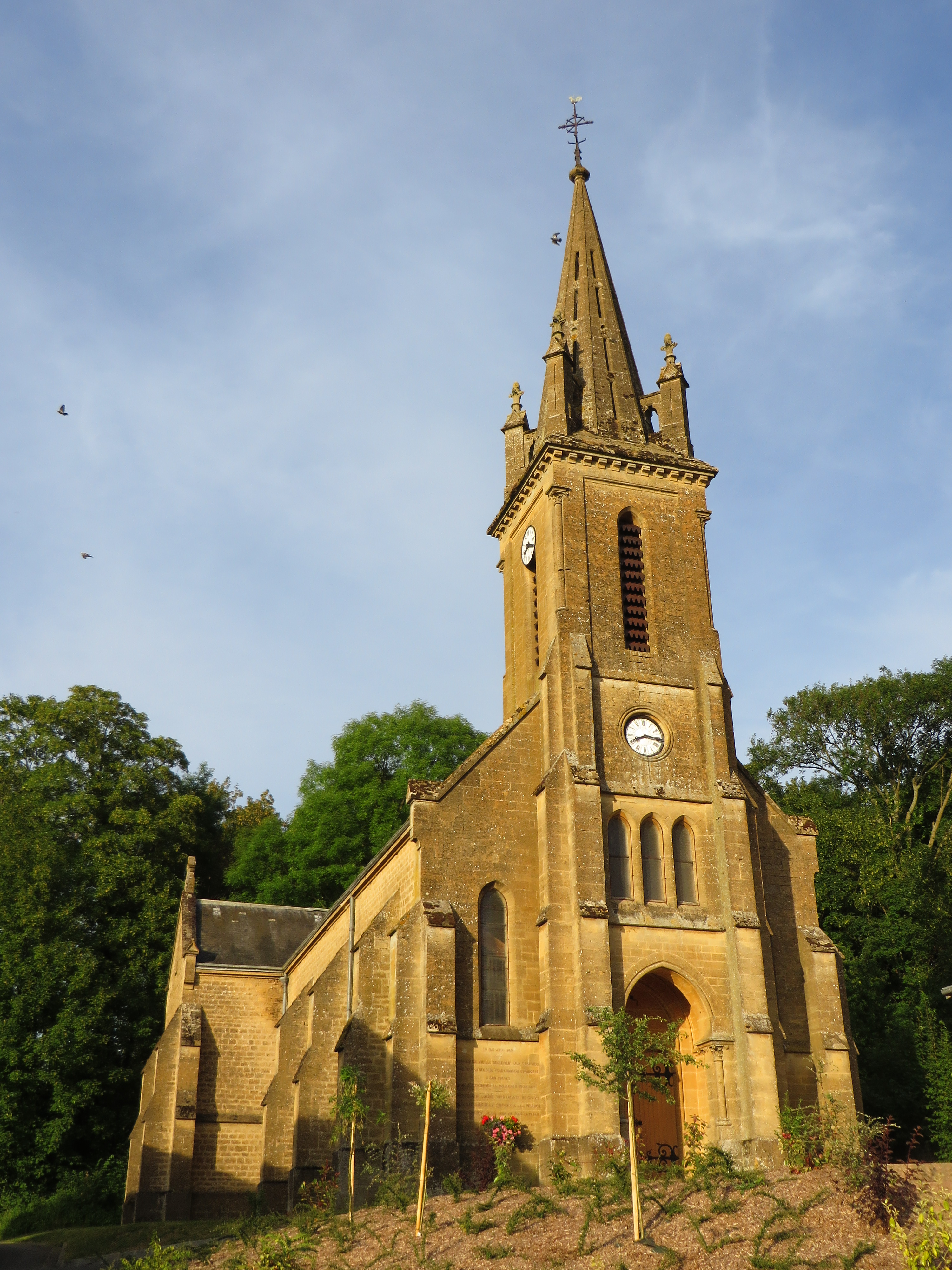
圣约瑟夫教堂
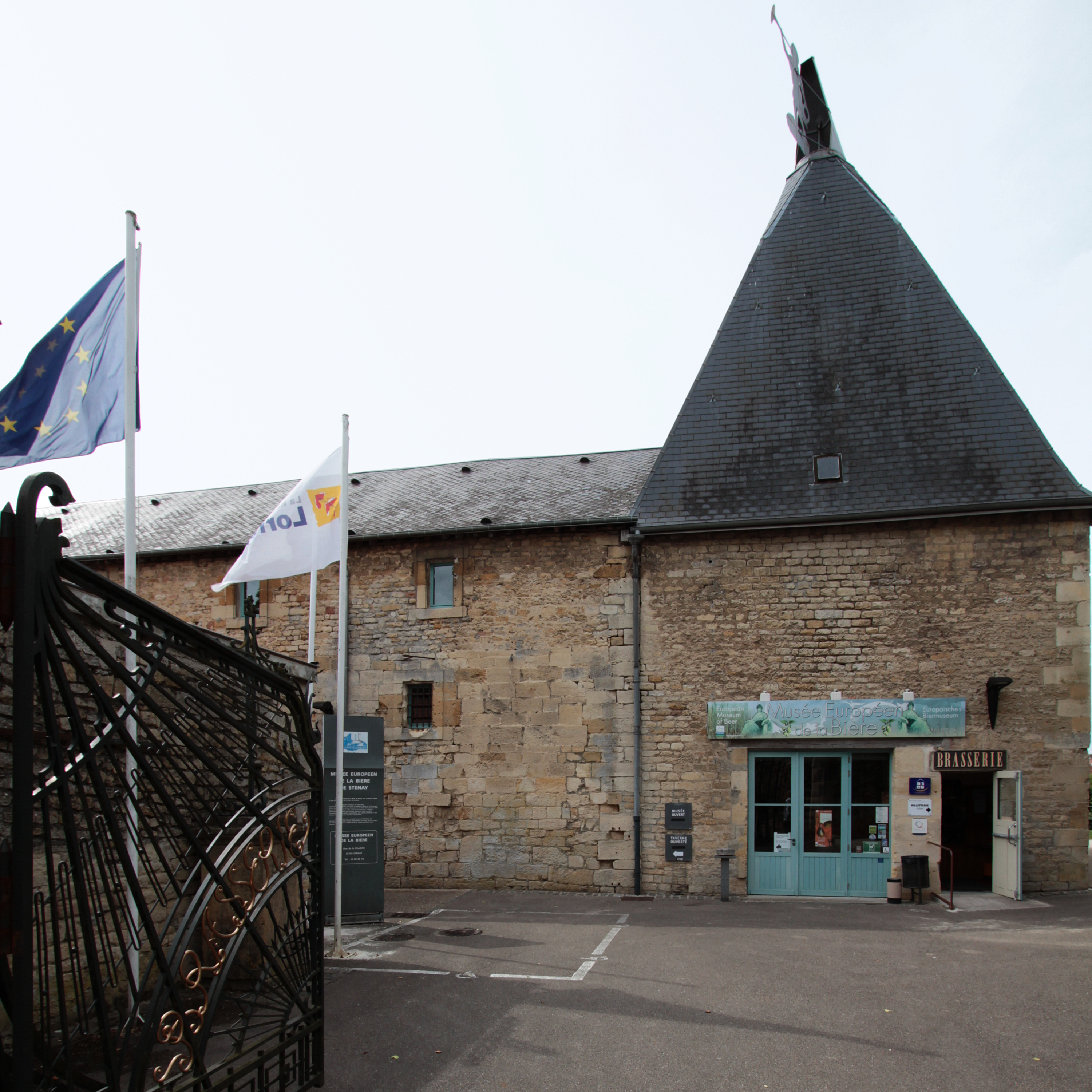
啤酒博物馆（法语：Musée de la Bière）
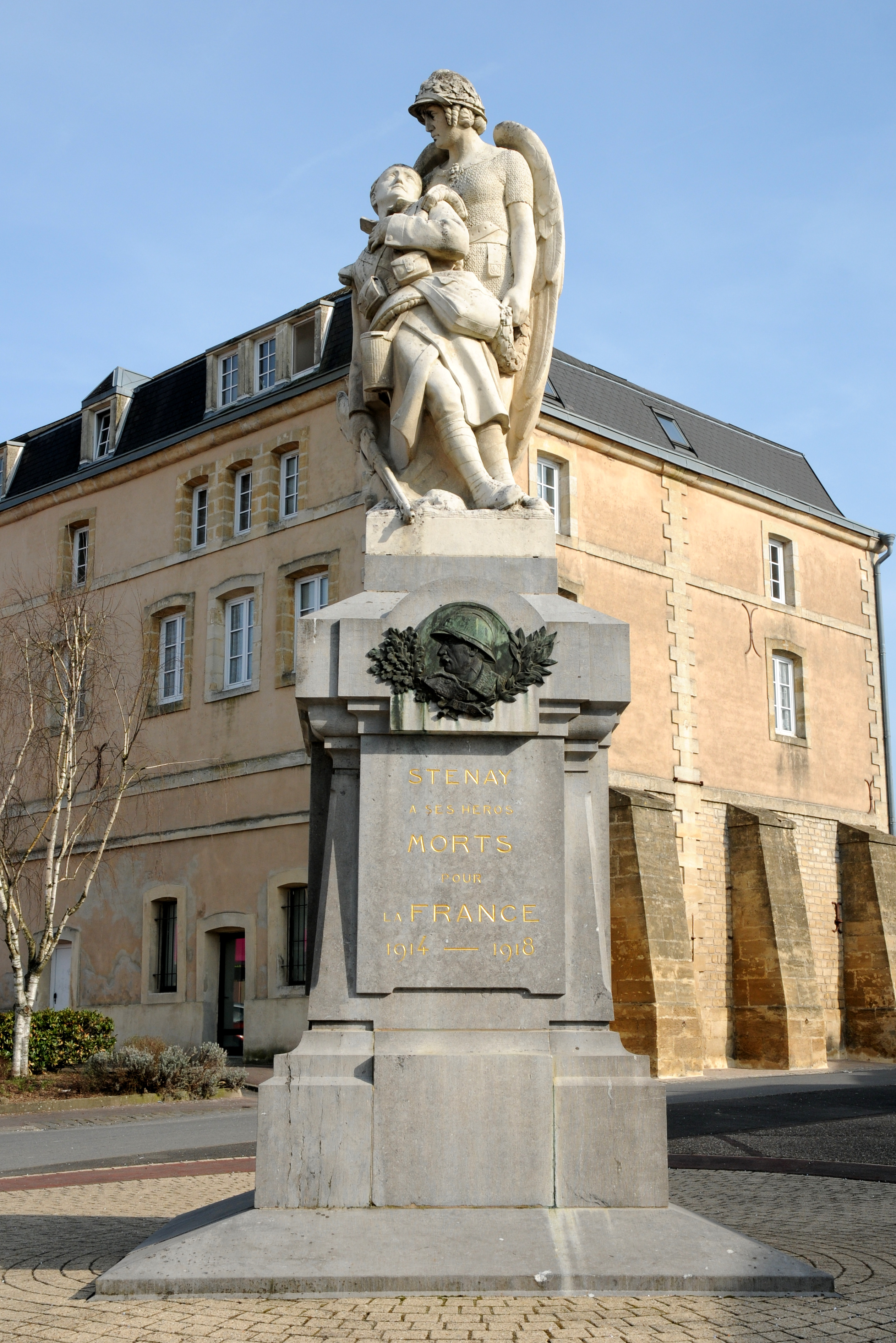
一战纪念碑

### 旅游
斯特奈的旅游事务由其所属的公共社区负责。2020年，斯特奈境内共有1家宾馆共计24间房间；默兹河中央的一处河心岛上建有露营地，可容纳共十余辆辆露营车。

### 媒体
法国主要的媒体均可在斯特奈接收，法国电视三台下属的大东部大区频道在部分时段播出斯特奈所属区域的地方新闻。

## 友好城市
截至2020年11月，斯特奈共与一座城市互为友好城市关系：
- 德国 明讷施塔特